# Стари борови дървета
„Стари борови дървета“ (на норвежки: Gamle furutrær) е картина от норвежкия художник Ларс Хертервиг от 1865 г.
Счита се за една от неговите най-значими произведения. Част е от втория период в творчеството на художника.
Ларс Хертервиг рисува картината на 35-годишна възраст в Ставангер, Норвегия. Мести се в града, след като прекарва част от живота си в приют за бездомни и болницата Гаустад, където работи като художник в една работилница. Учи в Художествената Академия в Дюселдорф при Ханс Гуде. Изкуството му е повлияно от посещенията му в Англия и средиземноморските страни. Картината „Стари борови дървета“ е нарисувана с маслени бои върху платно и е с размери 64 x 74,5 cm.

## Описание
Картината показва три мъртви борови дървета в девствена гора в ранна синьо-сива слънчева утрин. Едно от дърветата е повалено и е наклонено към другите дървета. На заден план е изобразена утринна мъгла. Тъмната земя е в рязък контраст с яркото небе, на фона на заснежените планински върхове.
Ингер М. Ренберг прави анализ на картината през 2002 г., като описва процеса на гниене на дърветата като част от естественото подновяване на горите. С това автора показва преходността и вечността в кръговрата на живота.

## Произход
Картината е част от личната колекция на художника Педер Ааненсен (1821 – ?) от 1865 г. През 1940 г. единствената му дъщеря Петра Ааненсен (1858 – ?) дарява творчеството и колекцията му на Художественото дружество в Ставангер. От 1992 г. картината е част от колекцията на Музея на изкуството Рогеланд в Ставангер, по-късно преименуван на Художествен музей Ставангер, Норвегия.